# Episodi di Misteri di Roma (seconda stagione)
La seconda stagione della serie televisiva Misteri di Roma è stata trasmessa in prima visione nel Regno Unito dall'8 luglio al 2 settembre 2008 da BBC One.
| nº | Titolo originale                           | Titolo italiano                      | Prima TV UK      | Prima TV Italia |
| -- | ------------------------------------------ | ------------------------------------ | ---------------- | --------------- |
| 1  | The Gladiators of Capua: Part 1            | I gladiatori di Capua 1ª parte       | 8 luglio 2008    |                 |
| 2  | The Gladiators of Capua: Part 2            | I gladiatori di Capua 2ª parte       | 8 luglio 2008    |                 |
| 3  | The Twelve Trials of Flavia Gemina: Part 1 | Le fatiche di Flavia Gemina 1ª parte | 15 luglio 2008   |                 |
| 4  | The Twelve Trials of Flavia Gemina: Part 2 | Le fatiche di Flavia Gemina 2ª parte | 15 luglio 2008   |                 |
| 5  | The Colossus of Rhodes: Part 1             | Il Colosso di Rodi 1ª parte          | 29 luglio 2008   |                 |
| 6  | The Colossus of Rhodes: Part 2             | Il Colosso di Rodi 2ª parte          | 29 luglio 2008   |                 |
| 7  | The Fugitive from Corinth: Part 1          | Il fuggitivo di Corinto 1ª parte     | 19 agosto 2008   |                 |
| 8  | The Fugitive from Corinth: Part 2          | Il fuggitivo di Corinto 2ª parte     | 19 agosto 2008   |                 |
| 9  | The Slave Girl from Jerusalem: Part 1      | La schiava di Gerusalemme 1ª parte   | 2 settembre 2008 |                 |
| 10 | The Slave Girl from Jerusalem: Part 2      | La schiava di Gerusalemme 1ª parte   | 2 settembre 2008 |                 |